# Wingles
 Wingles  es una población y comuna francesa, situada en la región de Norte-Paso de Calais, departamento de Paso de Calais, en el distrito de Lens. Es el chef-lieu y mayor población del cantón de Wingles.

## Demografía
| 9332 | 8946 | 8348 | 8472 | 8742 | 8691 |
| Para los censos de 1962 a 1999 la población legal corresponde a la población sin duplicidades (Fuente: INSEE [Consultar]) |      |      |      |      |      |

Forma parte de la aglomeración urbana de Béthune.